# Manufactura celular
La Manufactura celular es un proceso que implica el uso de múltiples "células" en una sola línea de montaje. Estas células están compuestas por una o varias máquinas diferentes que realizan determinadas tareas. El producto se desplaza de una célula a otra, completando en cada estación parte del proceso de fabricación. A menudo, las células están organizadas en un diseño en forma de "U" porque esto permite al supervisor moverse menos y tener la capacidad de vigilar más fácilmente todo el proceso. Este tipo de proceso es proveniente del método justo a tiempo (JIT) y manufactura esbelta que abarca la tecnología de grupo. El objetivo de la manufactura celular es trabajar lo más rápido posible, hacer una amplia variedad de productos similares y hacer el menor desperdicio. Una de las mayores ventajas de la manufactura celular es la cantidad de flexibilidad que tiene. Dado que la mayoría de las máquinas son automáticas, los cambios simples pueden hacerse muy rápidamente. Esto permite una variedad de ajuste para un producto, variaciones menores en todo el diseño, y en casos extremos, transformaciones completas en el diseño general. Estos cambios, aunque tediosos, pueden lograrse con gran rapidez y precisión.
Se crea una célula consolidando los procesos necesarios para crear una salida específica, como una parte o un conjunto de instrucciones. Estas células permiten la reducción de pasos extraños en el proceso de creación del producto, facilitan la identificación rápida de problemas y fomentan la comunicación de los empleados dentro de la célula para resolver problemas que surgen instantáneamente. Una vez implementado, se ha dicho que la manufactura celular crea confiablemente ganancias masivas de productividad y calidad, al tiempo que reduce la cantidad de inventario, espacio y tiempo necesario para crear un producto. Es por esta razón que la célula de una pieza de flujo se ha llamado "lo último en la producción esbelta."              

## Historia
La manufactura celular es derivada de los principios de la tecnología de grupo, que fueron propuestos por Flandes en 1925. Adoptado en Rusia por Mitrofanov en 1933 (cuyo libro fue traducido al inglés en 1959). Burbidge promovió activamente la tecnología de grupo en los años setenta. "Al parecer, las empresas japonesas comenzaron a implementar la "manufactura celular" en algún momento de la década de 1970 ", y en la década de 1980 el arreglo en forma de celular fue implementado en los Estados Unidos como un elemento de la producción justo a tiempo (JIT).
Uno de los primeros libros en inglés que habló sobre la manufactura celular, fue el de Hall en 1983, se refirió a una célula como una "línea en U", para la configuración común, o ideal, en forma de U de una célula—Ideal porque esa forma coloca a todos los procesos y operativos celulares en un grupo, ofreciendo una alta visibilidad y contacto. En 1990 las células habían llegado a ser tratadas como prácticas de fundación en la fabricación de JIT, tanto que Harmon y Peterson, en su libro Reinventing the Factory, incluyeron una sección titulada "Cell: Fundamental Factory of the Future". La manufactura celular se llevó adelante en la década de 1990, cuando JIT se volvió a bautizar como la manufactura esbelta, actualmente se consideran como dos términos completamente independientes. Finalmente, cuando el JIT / manufactura esbelta se volvió muy atractivo en el sector de servicios, los conceptos celulares encontraron su camino hacia ese sector; Por ejemplo, el capítulo final de Hyer y Wemmerlöv está dedicado a las células de oficina.

## Diseño de Célula
Las células se crean en un lugar de trabajo para facilitar el flujo. Esto se logra reuniendo operaciones (o máquinas o personas) involucradas en una secuencia de procesamiento de un flujo natural de productos y agrupándolas cerca unas de otras, distintas de otros grupos. Este agrupamiento se denomina célula. Estas células se utilizan para mejorar muchos factores en un entorno de fabricación permitiendo que se produzca un flujo de una sola pieza. Un ejemplo de flujo de una sola pieza estaría en la producción de una pieza de caja metálica que llega a la fábrica del vendedor en piezas separadas, requiriendo ensamblaje. Primero, las piezas se moverían desde el almacenamiento a la célula, donde se soldarían entre sí, luego se pulirían, luego se recubrirían y finalmente se empaquetarían. Todos estos pasos se completarían en una sola célula, con el fin de minimizar varios factores (llamados pasos / procesos sin valor añadido) como el tiempo requerido para transportar materiales entre departamentos. Algunos formatos comunes de las células individuales son: la forma de U (buena para la comunicación y movimiento rápido de los trabajadores), la línea recta o en forma de L. El número de trabajadores dentro de estas formaciones depende de la demanda actual y puede ser modulado para aumentar o disminuir la producción. Por ejemplo, si una célula está normalmente ocupada por dos trabajadores y la demanda se duplica, se deben colocar cuatro trabajadores en la célula. De manera similar, si la demanda se reduce a la mitad, un trabajador ocupará la célula. Dado que las células tienen una variedad de equipos diferentes, por lo tanto, es un requisito que cualquier empleado sea experto en múltiples procesos.

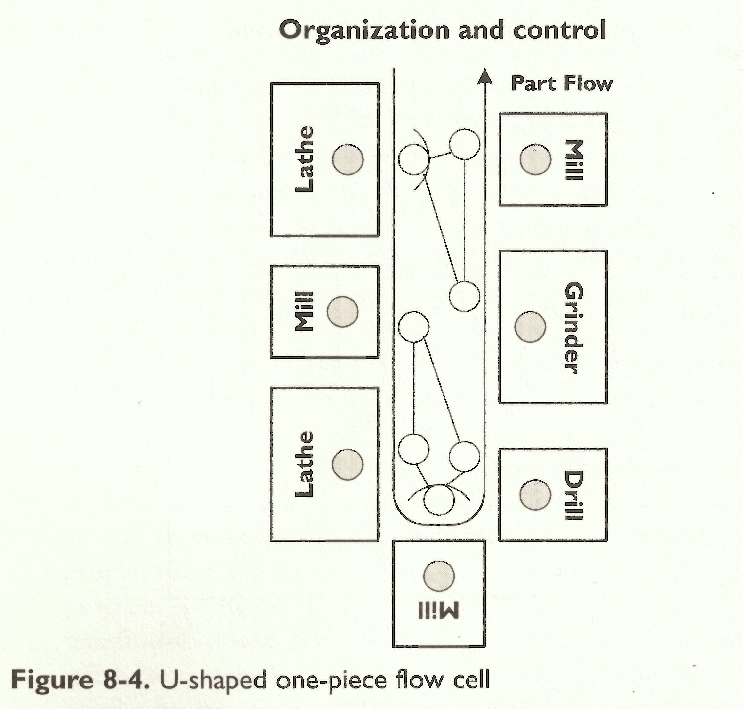
Esta figura de The Toyota Way muestra el diseño de una célula en forma de U, representando gráficamente las trayectorias de dos empleados a través de ella.

Si bien existen muchas ventajas para formar células, hay algunos beneficios obvios. Es rápidamente evidente que, partir de la observación de las células es donde se encuentran las ineficiencias, como cuando un empleado está demasiado ocupado o relativamente inactivo. Resolver estas ineficiencias puede aumentar la producción y la productividad hasta en un 100% en muchos casos. Además de esto, la formación de células libera constantemente espacio en el entorno de fabricación / ensamblaje (por tener inventario sólo cuando es absolutamente necesario), mejora la seguridad en el ambiente de trabajo (debido a cantidades menores de producto / inventario que se maneja). Mejora la moral (impartiendo sentimientos de logro y satisfacción en los empleados), reduce el costo del inventario y reduce la obsolescencia del inventario.
Cuando la formación de una célula es demasiado difícil, se aplica un principio sencillo para mejorar la eficiencia y el flujo, es decir, para realizar los procesos en una ubicación específica y recoger materiales hasta ese punto a una velocidad dictada por un promedio de la demanda del cliente (Esta tasa se llama el takt time). Esto se conoce como el Proceso de Marcapasos.
A pesar de las ventajas para diseñar un flujo de una sola pieza, la formación de una célula debe ser cuidadosamente considerada antes de su implementación. El uso de equipo costoso y complejo que tiende a romperse puede causar retrasos masivos en la producción y arruinar la producción hasta que puedan ser devueltos en línea.

"Una célula es una pequeña unidad organizativa ... diseñada para explotar similitudes en cómo procesa información, fabrica productos y presta servicio a los clientes. Manufactura de células [localizar de cerca] las personas y el equipo necesario para el procesamiento de familias de productos similares. Después de la reorganización, las familias de partes similares se producen juntas dentro de los confines físicos de las células que alojan la mayor parte o la totalidad de los recursos requeridos , ... facilitando el flujo rápido y el procesamiento eficiente del material y la información ... Además, los operadores celulares pueden ser entrenados en varias máquinas, participar en la rotación de puestos de trabajo, y asumir responsabilidades para las tareas [que] anteriormente pertenecían a supervisores y apoyo personal [incluyendo] actividades tales como planificación y programación, control de calidad, solución de problemas, pedido de piezas, interacción con clientes y proveedores y mantenimiento de registros."

Las distancias de viaje cortas dentro de las células sirven para acelerar los flujos. Además, la compactación de una célula minimiza el espacio que podría permitir acumulaciones de inventario entre estaciones celulares. Para formalizar esa ventaja, las células a menudo han diseñado - en reglas o dispositivos físicos que limitan la cantidad de inventario entre estaciones. Tal regla es conocida, en JIT / lean parlance, como kanban (del japonés), que establece un número máximo de unidades permitidas entre una estación de trabajo que proporciona y una que usa. (Discusión e ilustraciones de células en combinación con kanban se encuentran en la industria) La forma más simple, los cuadrados kanban, son las áreas marcadas en los pisos o mesas entre las estaciones de trabajo. La regla, aplicada a la estación productora: "Si todos los cuadrados están llenos: detente, sino, llénalos".
Una célula de oficina aplica las mismas ideas: grupos de miembros de equipos de célula ampliamente capacitados que, de manera concertada, manejan rápidamente todo el procesamiento para una familia de servicios o clientes.
Una célula virtual es una variación de la célula tradicional, donde los recursos celulares no se reúnen en un espacio físico. En una célula virtual, como en el modelo estándar, los miembros del equipo y su equipo están dedicados a una familia de productos o servicios. Aunque la gente y el equipo están físicamente dispersos, como en una tienda de trabajo, su enfoque de producto estrecho apunta y logra un rendimiento rápido, con todas sus ventajas, como si el equipo se trasladara a un grupo celular. Al carecer de la visibilidad de las células físicas, las células virtuales pueden emplear la disciplina de las reglas kanban para vincular estrechamente los flujos de proceso a proceso.
Una descripción simple pero bastante completa de la implementación de la célula viene de un folleto de 1985 de 96 páginas por Kone Corp. en Finlandia, productor de ascensores, escaleras mecánicas y similares. Los extractos siguen así: 

"El primer paso implicó la creación de células en el montaje en los departamentos de pruebas eléctricas y químicas. En abril de 1984 se establecieron seis células, identificadas por colores diferentes ... Todos los dispositivos fabricados en células son identificados por el color de la célula, y toda la retroalimentación del control de calidad se dirige a los trabajadores de la célula afectada ... El segundo paso, en el verano de 1984, fue crear "células" la fabricación de los subconjuntos del analizador [que son] necesarios en las células del analizador, y ensayarlos si es necesario. La producción de las cinco células del subconjunto consiste exclusivamente en ciertas subunidades del analizador. Las piezas y los materiales se encuentran en las células ... El control de materiales entre las células se basa en el sistema de tracción y la demanda real. En las células del analizador hay un "buffer" consistente en dos piezas para cada subunidad (aproximadamente 25 diferentes). Cuando se toma una pieza en el ensamblaje, se ordena una nueva desde la célula unitaria correspondiente. El orden se realiza utilizando un botón magnético [kanban], que identifica la célula por orden, unidad y fecha de pedido ... Cuando la célula de fabricación ha completado el pedido, la unidad se toma con el botón [kanban] a su lugar en el estante de la célula de pedido. Las órdenes de las células unitarias a las subcélulas se basan en el mismo principio. La única diferencia es que el tamaño del "buffer" es de seis sub-unidades. Este [procedimiento] fue implementado en agosto de 1984."

## Proceso de implementación
Con el fin de implementar la fabricación celular, se deben realizar una serie de pasos. En primer lugar, las partes que se harán deben agruparse por similitud (en el diseño o los requisitos de fabricación) en las familias. Luego debe realizarse un análisis sistemático de cada familia; típicamente en forma de análisis de flujo de producción (PFA) para familias de fabricación, o en el examen de diseño / datos de producto para familias de diseño. Este análisis puede llevar mucho tiempo y ser muy costoso, pero es importante porque se necesita crear una célula para cada familia de partes.
También hay una serie de modelos matemáticos y algoritmos para ayudar en la planificación de un centro de manufactura celular, que tienen en cuenta un gran número de variables importantes, tales como "múltiples ubicaciones de la planta, las asignaciones de mercados múltiples con la planificación de la producción y mezcla de diversas partes". Una vez que estas variables se determinan con un cierto nivel de incertidumbre, se pueden realizar optimizaciones para minimizar factores tales como "costo total de mantenimiento, manipulación de materiales entre células, transporte externo, costo fijo para producir cada parte en cada planta, máquina y los salarios de mano de obra".

## Dificultades para crear flujo
La clave para crear flujo es la mejora continua de los procesos de producción. Tras la implementación de la manufactura celular, la gestión comúnmente "encuentra fuerte resistencia de los trabajadores de la producción". Será beneficioso permitir que el cambio a la manufactura celular suceda gradualmente.
También es difícil luchar contra el deseo de tener algún inventario a la mano. Es tentador, ya que sería más fácil recuperarse de repente de un empleado por tomar una licencia por enfermedad. Desafortunadamente, en la manufactura celular, es importante recordar a los principales objetivos: "Se hunden o nadan juntos como una unidad" y que el "Inventario oculta problemas e ineficiencias". Si los problemas no se identifican y posteriormente no se resuelven, el proceso no mejorará.
Otro conjunto común de problemas se deriva de la necesidad de transferir materiales entre operaciones. Estos problemas incluyen "elementos excepcionales, distancias entre máquinas, máquinas y piezas que generen demoras/cuellos de botella, ubicación de la máquina y reubicación, encaminamiento de piezas, variación de carga en las células, transferencia de material inter e intracelular, reconfiguración celular, demandas dinámicas de piezas y tiempos de operación y de terminación . " Estas dificultades deben ser consideradas y dirigidas a crear flujo eficiente en la manufactura celular.

## Beneficios y costos
La manufactura celular reúne procesos dispersos para formar caminos cortos y enfocados en el espacio físico concentrado. Por lógica, una célula reduce el tiempo de flujo, la distancia de flujo, el espacio de suelo, el inventario, la manipulación, las transacciones de planificación, el desecho y el repetición de trabajo (este último debido al descubrimiento rápido de inconformidades). Además, las células llevan a un cálculo de costos simplificado y de mayor validez, ya que los costos de producción de artículos están contenidos dentro de la célula, en vez de estar dispersos en la distancia y el paso del tiempo de reporte.
La manufactura celular facilita tanto la producción como el control de calidad. Las células que tienen bajo rendimiento en volumen o calidad pueden ser fácilmente aisladas y dirigidas para mejorar. La segmentación del proceso de producción permite que los problemas sean localizados fácilmente y de esta forma es más claro qué las partes sean afectadas o problemáticas.
También hay una serie de beneficios para los empleados que trabajan en la manufactura celular. La estructura de células pequeñas mejora la cohesión del grupo y reduce el proceso de fabricación a un nivel más manejable para los trabajadores. Los trabajadores pueden ver más fácilmente problemas o posibles mejoras dentro de sus propias células y así tienden a automotivarse más para proponer cambios. Además, estas mejoras que son provocadas por los propios trabajadores causan cada vez menos necesidad de supervisión, por lo que con el tiempo los gastos generales pueden reducirse. Además, los trabajadores a menudo son capaces de rotar entre las tareas dentro de su célula, que ofrece variedad en su trabajo. Esto puede aumentar aún más la eficiencia debido a que la monotonía del trabajo se ha relacionado con el absentismo y la reducción de la calidad de producción.
Los estudios de caso en el método justo a tiempo y manufactura esbelta están repletos de impresionantes medidas cuantitativas a lo largo de esas líneas. Por ejemplo, BAE Systems, Fort Wayne, Ind., Desarrolló monitores y controles de motores de aeronaves, implementó células para el 80% de la producción, reduciendo el tiempo de entrega del cliente en un 90%, el inventario de trabajo en proceso 70%, La familia de productos de 6.000 pies cuadrados a 1.200 pies cuadrados, mientras que aumenta la confiabilidad del producto en 300%, la habilidad múltiple de la fuerza de trabajo sindical de la tienda, y ser designado como la mejor planta de la industria para el año 2000. Al cabo de cinco años, la reelaboración y la chatarra se habían reducido en un 50%, los ciclos de introducción de nuevos productos en un 60% y las transacciones en un 90%, mientras que el inventario se triplicó y el tiempo de servicio fue del 30%, y se le otorgó un Premio Shingo para el año 2005.
Es difícil aislar cuántos beneficios se obtienen de la propia organización celular; Entre muchos estudios de casos investigados para este artículo pocos incluyen intentos de aislar los beneficios. Una excepción es la contención, en Steward, Inc. (Chattanooga, Tenn.), La producción de piezas de nickel zinc ferrite para la supresión de interferencia electromagnética. Según los autores del estudio de caso, las células dieron como resultado reducciones del tiempo de ciclo de 14 a 2 días, inventarios de trabajo en proceso en un 80%, inventarios terminados en un 60%, tardanza en 96 por ciento y espacio en 56%.
Otro estudio de caso celular incluye estimaciones cuantitativas de la medida en que las células contribuyeron a los beneficios generales. En el Hughes Ground Systems Group (Fullerton, California), produciendo tarjetas de circuito para equipos de defensa, la primera célula, que comenzó como un proyecto piloto con 15 voluntarios, fue lanzada en 1987. Un mes más tarde comenzó una segunda célula, y en 1992 todos los empleados de la producción, de unos 150, habían sido integrados en siete células. Antes de las células, el tiempo de ciclo de la tarjeta de circuito, desde la liberación del kit hasta el envío al cliente, había sido de 38 semanas. Después de que las células se hicieron cargo de la secuencia de producción completa (montaje mecánico, soldadura por ola, ciclo térmico y recubrimiento), el tiempo de ciclo había caído a 30,5 semanas, de las cuales el director de producción John Reiss atribuyó 20 semanas al uso de un "Diagrama del sistema de Trabajo en Proceso (Work in Progress, WIP)" por los equipos de las células y las otras 10,5 semanas a la propia organización celular. Más tarde, cuando parecía que las células eran demasiado grandes y engorrosas, el tamaño de las células se redujo en dos tercios, dando lugar a "micro células" que el tiempo de ciclo de corte de otras 1,5 semanas. Finalmente, al adoptar ciertas mejoras, los tiempos de ciclo habían disminuido a cuatro semanas. Otras mejoras incluyeron reducir el inventario de trabajo en proceso de 6 o 7 días a un día y el porcentaje de defecto de 0,04 a 0,01 El cambio de un diseño funcional de planta a un diseño de células suele tener un menor costo, ya que reduce costos de transporte, trabajo en proceso e inventario terminado, transacciones y reelaboración. Cuando se deben mover piezas grandes, pesadas y costosas (a veces llamadas "monumentos" en lean lingo), los costos iniciales pueden ser altos hasta el punto en que las células no son factibles.
Existen varias limitaciones posibles para implementar la manufactura celular. Algunos sostienen que la manufactura celular puede conducir a una disminución en la flexibilidad de la producción. Las células se diseñan típicamente para mantener un volumen de flujo específico de las piezas que se producen. Si la demanda o la cantidad necesaria disminuyen, es posible que las células tengan que ser realineadas para adaptarse a los nuevos requisitos, que es una operación costosa y que normalmente no se requiere en otras configuraciones de fabricación.

## Otros artículos
- Anbumalar, V.; Raja Chandra Sekar, M (December 2015). "METHODS FOR SOLVING CELL FORMATION, STATIC LAYOUT AND DYNAMIC LAYOUT CELLULAR MANUFACTURING SYSTEM PROBLEMS: A REVIEW" (PDF). Asian Journal of Science and Technology.
- Black, J. T. (1991). The Design of the Factory with a Future, New York, NY: McGraw-Hill, Inc., 1991.
- Black, J. T. (2000). 'Lean Manufacturing Implementation', in Paul M. Swamidass (ed.), Innovations in competitive manufacturing, Boston, Mass.; London: Kluwer Academic, 177-86.
- Burbidge, J.L. (1978), The Principles of Production Control, MacDonald and Evans, England, ISBN 0-7121-1676-1.
- Brandon, John. (1996). Cellular Manufacturing: Integrating Technology and Management,  Somerset, England: Research Studies Press LTD.
- Feld, William M., (2001). Lean Manufacturing: tools, techniques, and how to use them, Boca Raton, FL; Alexandria, VA: St. Lucie Press; Apics.
- Hyer, N.; Brown, K.A. 2003. Work cells with staying power: lessons for process-complete operations. California Management Review 46/1 (Fall): 37-52.
- Houshyar, A. Nouri; Leman, Z; Pakzad Moghadam, H; Sulaiman, R (August 2014). "Review on Cellular Manufacturing System and its Components". International Journal of Engineering and Advanced Technology (IJEAT).
- İşlier, Attila (2015-01-01). "Cellular Manufacturing Systems: Organization, Trends And Innovative Methods". Alphanumeric Journal 3 (2). ISSN 2148-2225
- Irani, Shahrukh. (1999). Handbook of Cellular Manufacturing Systems, New York, NY: John Wiley & Sons, Inc., 1999.
- Kannan, V.R. 1996. A virtual cellular manufacturing approach to batch production. Decision Sciences. 27 (3), 519-539.
- McLean, C.R., H.M. Bloom, and T.H. Hopp. 1982. The virtual manufacturing cell. Proceedings of the Fourth IFAC/IFIP Conference on Information Control Problems in Manufacturing Technology. Gaithersburg, Md. (October).
- Singh, Nanua and Divakar Rajamani. (1996). Cellular Manufacturing Systems Design, Planning and Control, London, UK: Chapman & Hall.
- Schonberger, R.J. 2004. Make work cells work for you. Quality Progress 3/74 (April 2004): 58-63.
- Swamdimass, Paul M. and Darlow, Neil R. (2000). 'Manufacturing Strategy', in Paul M. Swamidass (ed.), Innovations in competitive manufacturing, Boston, Mass.; London: Kluwer Academic, 17-24.

- Datos: Q441898